# 中津川南美
中津川 南美（なかつがわ みなみ、1997年2月6日 - ）は、日本の女優である。
神奈川県出身。身長139cm。日曜午後のロンQ!ハイランドの敵キャラ、プープー星人『プー奈』（メガネをかけている方）で知られる。ただし、通常はメガネはかけていない。また、『プー子』役の巨勢晴香と同級生と言う設定だが、実際は中津川が早生まれのため、1学年差がある。
趣味はアクション技の練習。
特技はフリースタイルダンス・チアダンス・バク転。

## 出演

### テレビドラマ
- 熟年離婚 （2005年、テレビ朝日）- 小林舞役
- さいごの約束 （2006年、関西テレビ）- 山本有紗役
- 子育ての天才 （2007年、フジテレビ） - 東久美役

### バラエティー
- ロンQ!ハイランド（2007年、日本テレビ） - 謎の宇宙人プープー星人・プー奈 役

### 舞台
- 奇跡の人 （2006年）- セアラ役

### CM
- エバラ食品・浅漬けの素（2007年）

### アニメ
- 戦う司書 - ラスコール・オセロ役